# Flaumont-Waudrechies
 Flaumont-Waudrechies là một xã ở tỉnh Nord trong vùng Hauts-de-France, Pháp.